# Arethusana aurantiaca
Arethusana aurantiaca är en fjärilsart som beskrevs av Moreau. Arethusana aurantiaca ingår i släktet Arethusana och familjen praktfjärilar. Inga underarter finns listade i Catalogue of Life.